# 오만의 부총리
오만의 부총리는 오만 정부의 행정부에서 술탄에 이어 두 번째로 높은 순위의 직함이다. 부총리의 주된 역할은 술탄의 사망, 퇴임으로 인해 술탄을 교체하거나 선출하는 역할이다. 일시적으로 술탄이 해외에 있을 때 임시로 술탄의 업무를 대신 수행하는 것이다. 부총리는 선출직이 아닌 임명직이다.